# International Featured Standards
Las IFS (International Featured Standards), son normas de carácter internacional, acogida a criterios de acreditación basados en la norma EN 45011 de certificación de producto, enfocadas en alimentación, productos y servicios.
Fueron creadas en el año 2003 con el nombre de International Food Standard, y posteriormente su nombre fue cambiado al actual, al extenderse más allá de la certificación únicamente de alimentos.

## IFS
Las Normas Internacionales IFS se han desarrollado para todo tipo de distribuidor (todos los tamaños de empresas y comercios, independientes o no) y para los mayoristas con actividades similares (por ejemplo, de actividades de “cash and carry”). Todos ellos tienen que garantizar la seguridad de su marca "propia" en los productos que venden. La IFS ayuda a cumplir con todos los requisitos de seguridad jurídica y da las normas comunes y transparentes para todos los proveedores afectados, así como una respuesta concreta y firme a las expectativas de alta seguridad de los clientes.
IFS cubre normas comunes de auditoría internacionalmente aceptadas, a fin de mejorar continuamente la seguridad de los consumidores.
Actualmente, cada fabricante para distribuidor (o mayorista) de productos alimenticios de marca “propia” que trabaja con los mencionados distribuidores (y mayoristas), se ve afectada por las auditorías de IFS.
IFS es de aplicación general para toda la cadena de suministro de alimentos con exclusión del sector agrícola.
El desarrollo de las normas IFS se basa en la siempre creciente demanda de los consumidores, las responsabilidades cada vez mayores de distribuidores y mayoristas, las crecientes exigencias a nivel legal y la globalización de los suministros de productos. Todos estos puntos hacen que sea imprescindible para desarrollar un control de calidad uniforme y estándar en la seguridad alimentaria.
Los Miembros de la Federación Comercial Alemán - Hauptverband des Deutschen Einzelhandels (HDE), - de su homólogo francés - Fédération des entreprises du Commerce et de la Distribución (FCD) y de sus homólogos italianos COOP, CONAD, Federdistribuzione - han desarrollado una norma de calidad y de seguridad alimentaria para los distribuidores (y mayoristas) de productos alimenticios de marca propia, que tiene por objeto permitir la evaluación de la seguridad de los proveedores de alimentos y sistemas de calidad, de acuerdo con un criterio uniforme. Este estándar IFS se aplica a todas las etapas de la de cadena alimentaria posterior a la explotación agrícola. Los distribuidores de Alemania, Austria, Polonia, España y Suiza también apoyan a IFS como su estándar de seguridad alimentaria.
La organización de IFS (International Featured Standard), se constituye como organización sin ánimos de lucro, financiada con la venta de las diferentes normas IFS y los honorarios de los organismos de certificación con los que se grava los informes de auditoría. Todos los ingresos son empleados en el desarrollo del sistema mundial de IFS (más traducciones, experiencias, página web y auditportal, etc…)
Los comités de HDE, FCD, Federdistribuzione, COOP y CONAD, han constituido un Grupo de Trabajo, a fin de gestionar y mantener el IFS técnicamente. Trabajando de modo conjunto en materias como la legislación alimentaria, seguridad alimentaria y control de calidad.

## Objetivos
Los objetivos básicos de la International Food Standard (IFS) son:
• Establecer una norma común con un sistema de evaluación uniforme.
• Trabajar con los organismos de certificación acreditados y bien calificados y auditores autorizados.
• Garantizar la comparabilidad y la transparencia en toda la cadena de suministro.
• Reducir costes y tiempo tanto para los proveedores y minoristas.
En la actualidad, la mayoría de los certificados IFS se emiten en Europa, pero debido a la externalización y globalización de la distribución europea, la Federación está aumentando en todo el mundo.
IFS es una norma apoyada por GFSI (Global Food Safety Initiative), como SQF, el APPCC Holandés, y la norma BRC.
Algunos distribuidores, como Carrefour, Tesco, Ahold, Wal Mart, Metro, Migros y Delhaize, anunciaron su reconocimiento de todas las normas aceptadas por GFSI.

## Historia
Las auditorías a proveedores han sido, durante años, un aspecto muy importante de los sistemas y procedimientos de las empresas dedicadas a la distribución de alimentos, principalmente como consecuencia del aseguramiento de elevados estándares de calidad en aquellos productos cuyo fin es comercializarse bajo “marca de distribuidor” (más conocidos como “Marca Blanca”). Hasta el año 2003, estas auditorías venían siendo realizadas por los departamentos propios de gestión de la calidad. Varios son los factores que han contribuido a un cambio en esta tendencia, y la consecuente necesidad de desarrollar una norma uniforme enfocada en el aseguramiento de la calidad y la seguridad alimentaria:
• La creciente demanda de los consumidores.
• La responsabilidad cada vez mayor de los distribuidores (minoristas y mayoristas).
• El incremento de los requisitos legales en materia de seguridad alimentaria.
• La globalización de la oferta de productos.
Se suma a todo esto, la necesidad de reducir el tiempo y recursos dedicados a la realización de multitud de auditorías, tanto por parte de la distribución (si querían auditar a todos sus proveedores), como de fabricantes (proveedores que desean trabajar con multitud de clientes y distribuidores).
En el año 2003, HDE desarrolló y publicó una versión 3 de esta norma, fruto de la experiencia obtenida en la implantación y auditorías de sistemas y empresas.
En enero de 2004, y con la colaboración de la FCD, se diseñó y presentó una cuarta versión actualizada de la norma. A lo largo de los años 2005 y 2006, las asociaciones italianas de distribución mostraron también su interés por las normas IFS. El desarrollo de la nueva versión de la IFS-Food, versión 5, es ahora una colaboración de las tres federaciones de distribuidores de Alemania, Francia e Italia.
Los objetivos básicos de IFS son:
• Establecer una norma común con un sistema de evaluación uniforme,
• Trabajar con entidades de certificación acreditadas y auditores cualificados,
• Conseguir una mayor facilidad para la comparación de sistemas y empresas y la transparencia a lo largo de toda la cadena de suministro,
• Reducir costes y tiempo tanto para los proveedores (fabricantes), como para distribuidores.
La experiencia y los cambios legales producidos en Europa en materia de seguridad alimentaria pusieron de manifiesto la necesidad de trabajar en una revisión de la versión 4. Para fomentar la participación y experiencia en la revisión de la norma, se desarrolló un cuestionario, detallado y extenso, que permitiera a todos los usuarios (auditores, proveedores, distribuidores, especialistas) implicarse en el desarrollo posterior de IFS.
El análisis de los cuestionarios desembocó en la definición de los siguientes objetivos, pilares de la versión 5:
• Reducir el número de requisitos, excluyendo duplicidades
• Verificar que los requisitos fueran comprensibles y no indujeran a error
• Adaptar la norma a los requisitos legales vigentes
• Redactar la norma en lenguaje claro y sencillo
• Llevar a cabo una revisión completa de la versión 4 de las normas IFS
• Revisar y simplificar el sistema de puntuación
La revisión a fondo de las normas, además de permitir conseguir los objetivos indicados, llevaron a la introducción de un número importante de cambios. Como resultado, las normas IFS versión 5 han mejorado sensiblemente respecto a anteriores versiones. Asimismo incluyen:
• Una única lista de control (se elimina la distinción entre requisitos básicos y superiores)
• La eliminación de requisitos del tipo “Recomendación”
• Más requisitos relativos al enfoque del análisis del riesgo
• Mayor énfasis en los procesos y procedimientos
• Desarrollo de un sistema de puntuación que permite una mayor transparencia entre compañías auditadas, mediante una comparación más sencilla de los resultados
• Homogeneización de frecuencia de auditorías a ciclos de 12 meses
• Ampliación de requisitos Knock Out (KO) enfocados en la seguridad alimentaria
• Requisitos más detallados para entidades de acreditación, de certificación y auditores
Como ocurre con el resto de revisiones de Normas, se aplica un periodo de transición, durante el cual las compañías pueden ser auditadas bajo la versión 4 o la versión 5. A partir del 1 de enero de 2008, solo pueden realizarse auditorías respecto a la versión 5.

## Beneficios
Para las empresas del sector alimentario, la adopción de Normas de Calidad y Seguridad Alimentaria y en especial de las normas IFS, suponen multitud de ventajas y beneficios, como son las siguientes:
• Establece una norma común con un sistema común de evaluación, que permite una evaluación por organismos de certificación acreditados.
• Reducción del número de auditorías soportadas, la certificación evita auditorías de empresas de distribución y otros clientes, que reconocen la auditoría de certificación como propia.
• Constituye una prueba evidente del cumplimiento de la legislación en materia de seguridad alimentaria.
• La auditoría proporciona un resumen cualitativo de los resultados, permitiendo a la organización priorizar las áreas de mejora.
• Permite conciliar la seguridad alimentaria y el control de calidad.
• Facilita el control de todas las etapas de producción, reduciendo al máximo los peligros de contaminación, asegurando la inocuidad de los alimentos producidos y/o envasados.
• Proporciona a los clientes una visión panorámica de las fortalezas y debilidades de los proveedores.
• Asegura una mayor facilidad para la comparación y transparencia a lo largo de toda la cadena de suministro.
• Supone una diferencia competitiva.
• Permite acceder a nuevos mercados gracias a su incremento en cuanto a calidad y al cumplimiento de requisitos de muchos de los grandes distribuidores.
• Fácilmente integrable con otras normas de seguridad alimentaria como son BRC o ISO 22000.
Para los consumidores; la conformidad de productos a la Normas IFS Food proporciona el aseguramiento de su calidad, seguridad alimentaria y fiabilidad, lo que implica una mayor fiabilidad en productos de “marca de distribuidor” (o marca blanca).

## Las normas IFS

### Estructura general
Cada norma tiene exactamente la misma estructura general, y se divide en 4 partes diferenciadas:
Parte 1: Protocolo de Auditoría. En este capítulo específico, se describen los siguientes temas:
1. Explicaciones sobre todo el proceso de auditoría: desde la petición inicial de la empresa, hasta la expedición de un certificado IFS
2. Los detalles sobre la evaluación y el sistema de puntuación (A, B, C, D de puntuación, los requisitos de KO y no conformidades mayores)
3. Periodicidad de la auditoría (anual)
4. Tipos de auditorías (inicial, renovación y seguimiento de auditorías)
5. La selección de la Entidad Certificadora - acuerdo contractual
6. Condiciones para expedir el certificado
Parte 2: Lista de requisitos (Check List técnica). La lista de control es diferente en cada norma y contiene todos los requisitos, las buenas prácticas para ser aplicadas por una empresa que desea ser certificado IFS
Parte 3: Requisitos de los organismos de acreditación, organismos de certificación IFS y auditores (requisitos sobre la formación, la experiencia y competencia)
Parte 4: Requisitos para el informe de auditoría, plan de acción y certificado: esta parte proporciona todos los diseños de documentos, para que cada uno de los informes de auditoría tenga la misma apariencia, independientemente del país de auditoría, el lenguaje y el organismo de certificación que realiza las auditorías.

### IFS Food
IFS Food fue la primera norma IFS. Como se describe en la historia de la IFS, la Organización de IFS comenzó con su versión 3 en 2003, entonces su versión 4 en 2004 y actualmente su versión 6.1 (que se aplica a partir de noviembre de 2017).
Ámbito de aplicación de la norma y el grupo objetivo
Las norma IFS Food es una norma de auditoría aplicable a proveedores de productos alimentarios bajo marca de distribuidor y sólo afecta a las empresas de transformación de alimentos o las empresas de envasado de alimentos. Las norma IFS Food sólo puede utilizarse cuando un producto es "procesado", o cuando hay un peligro de contaminación del producto durante el envasado primario.
Como resultado, las normas IFS no se aplicarán a las siguientes actividades:
• Las oficinas o empresas dedicadas a labores de importación
• Sólo el transporte, almacenamiento y distribución.
Serie de requisitos, la estructura de la lista de comprobación
La norma actual de IFS, versión 5, contiene 250 requisitos. La lista de control está dividida en 5 capítulos:
Capítulo 1: Responsabilidad de la Dirección. Este capítulo contiene los requisitos sobre la política empresarial, la estructura, la orientación al cliente y la revisión del sistema de gestión.
Capítulo 2: Sistema de Gestión de la Calidad. En este capítulo se trata principalmente la implantación y requisitos de sistema APPCC (análisis de peligros y control de riesgos), requisitos de documentación y registro.
Capítulo 3: Gestión de recursos. Este capítulo contiene los requisitos sobre higiene personal, ropa de protección, capacitación y servicios de personal.
Capítulo 4: El proceso de producción. Este capítulo es el más grande de la norma. Incluye, entre otros, a las especificaciones del producto, requisitos del proceso de compra, envasado, el entorno de la fábrica, limpieza de las instalaciones, control de plagas, trazabilidad, etc
Capítulo 5:, Análisis y Mejora. En este último capítulo, se incluye la auditoría interna, análisis de productos, la retirada y recuperación de productos, la gestión de acciones correctivas, etc

### IFS Logística
La norma IFS Logística es la 2 ª norma IFS y fue publicada en 2006. Es un objetivo de la mayoría de los distribuidores y los productores asegurar la transparencia y seguridad en su cadena de suministro en conjunto. La auditoría es una herramienta que se utiliza a menudo para obtener información sobre la forma en la cual los proveedores cumplan con las especificaciones. Diversas iniciativas internacionales de auditorías de 3ª Parte ya se han introducido con éxito en muchas otras partes de la cadena de suministro con el fin de evitar la duplicación de las auditorías. Para las actividades de la cadena logística, sin embargo, no había ninguna norma internacional aún no disponible. Los responsables de compras y directores de calidad en el sector de la distribución y la industria exigen más transparencia y más información sobre la forma en que sus productos son tratados en la cadena logística y que estaban trabajando en la búsqueda de una solución.
Ámbito de aplicación de la norma y el grupo objetivo
La norma IFS Logística es una norma para auditar todas las actividades logísticas en alimentos y productos no alimentarios, como son actividades de transporte, almacenamiento, distribución, carga y descarga, etc. Se aplica a todos los tipos de actividades: la entrega por carretera, ferrocarril o barco, congelado / productos refrigerados o sin refrigeración. La norma IFS Logística se ocupa de actividades logísticas donde las empresas tienen un contacto físico con los productos envasados (transporte, envasado de productos preenvasados de alimentos, almacenamiento y / o distribución, transporte y almacenamiento de paletas, bolsas en la caja).
La norma IFS Logística se ocupa también de productos a granel (por ejemplo: aceite, maíz, etc.), donde el producto no está envasado, ni hay ninguna actividad de procesamiento. Cuando la compañía de procesamiento de alimentos tiene su propia logística y / o departamento de transporte y actividades (almacenamiento y distribución), se incluye en la norma IFS Food, bajo el subcapítulo específico sobre el transporte o almacenamiento, si la logística y / o actividades de transporte se externalizan, aplicaría la norma IFS Logística.
Serie de requisitos, estructura de la lista de comprobación
El Check List de la versión 1 de la norma IFS Logística contiene 98 requisitos.
La lista de control se divide en 3 partes principales, con los requisitos básicos para todo tipo de empresa, los requisitos para el almacenamiento y la distribución y los requisitos para el transporte.
En total hay 7 capítulos de IFS logística:
Parte 1: Requisitos básicos para todas las auditorías (46 requisitos)
Capítulo 1: Sistema de Gestión de la Calidad. Este capítulo contiene los requisitos para la gestión del riesgo, el estudio de APPCC, procedimientos, documentación y registro
Capítulo 2: La Responsabilidad de la Gestión.
Capítulo 3: Gestión de recursos.
Capítulo 4: Realización del servicio. El capítulo contiene los requisitos para la revisión de contratos, el seguimiento y medición en la empresa y los requisitos específicos de manipulación.
Capítulo 5:, Análisis y Mejora. Este capítulo trata de la auditoría interna, gestión de reclamaciones, las acciones correctivas, etc.
Parte 2: Almacenamiento y Distribución (39 requisitos)
Capítulo 6: El contacto con el producto: Este capítulo se ocupa de todos los aspectos que conciernen al almacenista de los bienes y la distribución, como el mantenimiento, trazabilidad, control de plagas, la higiene y el área de carga y descarga, etc.
Parte 3: Transporte (13 requisitos)
Capítulo 7: El transporte de envases. Este capítulo trata todos los aspectos del transporte